# Theology
Albums de Sinéad O'Connor
Throw Down Your Arms
(2005) How About I Be Me (And You Be You)?
(2012)
Theology est le huitième album studio de la chanteuse irlandaise Sinéad O'Connor. Il est sorti en 2007 sur Rubyworks (et Koch Records aux États-Unis). Il s'agit d'un album double composé d'un disque acoustique (« The Dublin Sessions ») et d'un disque électrique (« The London Sessions »).
Le premier single de l'album est I Don't Know How to Love Him, reprise d'une chanson d'Andrew Lloyd Webber et Tim Rice tirée de l'opéra rock Jesus Christ Superstar. Dans le numéro du 14 juillet 2007, l'album est entré dans le palmarès américain du Billboard 200 au numéro 168. Il a également fait ses débuts dans le top 20 de la liste des albums indépendants de Billboard au numéro 15. Ses ventes, dès la première semaine aux États-Unis, se sont élevées à 4700 unités, tandis que le record a également été enregistré en Irlande, en France et en Italie.

## Liste des chansons

### Disque un – "Dublin Sessions"
1. "Something Beautiful" (O'Connor) – 5:29
2. "We People Who Are Darker Than Blue" (Curtis Mayfield) – 3:56
3. "Out of the Depths" (O'Connor) – 5:06
4. "Dark I Am Yet Lovely" (O'Connor) – 4:11
5. "If You Had a Vineyard" (O'Connor) – 6:18
6. "Watcher of Men" (O'Connor/Tomlinson) – 2:34
7. "33" (O'Connor/Tomlinson) – 2:33
8. "The Glory of Jah" (O'Connor/Tomlinson) – 3:32
9. "Whomsoever Dwells" (O'Connor/Tomlinson) – 2:53
10. "Rivers of Babylon" (Dowe/McNaughton) – 3:39
11. "Hosanna Filio David" (traditional) – 00:44

### Disque deux – "London Sessions"
1. "Something Beautiful" (O'Connor) – 5:15
2. "We People Who Are Darker Than Blue" (Curtis Mayfield) – 4:25
3. "Out of the Depths" (O'Connor) – 5:03
4. "33" (O'Connor/Tomlinson) – 2:43
5. "Dark I Am Yet Lovely" (O'Connor) – 3:31
6. "I Don't Know How to Love Him" (Andrew Lloyd Webber/Tim Rice) – 4:13
7. "If You Had a Vineyard" (O'Connor) – 6:34
8. "The Glory of Jah" (O'Connor/Tomlinson) – 4:56
9. "Watcher of Men" (O'Connor/Tomlinson) – 3:18
10. "Whomsoever Dwells" (O'Connor/Tomlinson) – 5:34
11. "Rivers of Babylon" (Dowe/McNaughton) – 4:28

L'édition exclusive vendue dans les magasins Best Buy aux États-Unis comprend cinq titres live supplémentaires, enregistrés au Sugar Club de Dublin le 8 novembre 2006. Deux d'entre eux, "Something Beautiful" et "If You Had a Vineyard", ont été mis à disposition pour téléchargement sur la page MySpace d'O'Connor au début de 2007.
1. "Something Beautiful" – 6:02
2. "If You Had a Vineyard" – 6:36
3. "The Glory of Jah" – 3:51
4. "Whomsoever Dwells" – 3:54
5. "33" – 3:19

## Musiciens
- Sinéad O'Connor – chant, guitare
- Steve Cooney, Hawi Gondwe, Ron Tom (Ron Tomlinson), Sam Cloth Shop – guitare
- Mark Gilmour, Andrew Smith – guitare, basse
- Donald "Don-E" McLean – guitare, basse, piano
- Robbie Shakespeare – basse
- Toby Baker – piano
- Camilla – harpe
- Julian Saxi, Neil Williams, Jonah O'Leary – violon
- Diana Tice, Natalie Azario – violoncelle
- Richard Baylis – cor français
- Nathan Tice - flûte
- Bev, Chris Brown, Val Staccato – chœurs
- Tommy "Specs" White, Matthew Phillips – batterie, percussions
- John Reynolds - batterie et assistance à la production sur "I Don't Know How To Love Him"